# Canton de Turriers
Le canton de Turriers est une ancienne division administrative française située dans le département des Alpes-de-Haute-Provence et la région Provence-Alpes-Côte d'Azur.

## Composition
Le canton de Turriers regroupait sept communes :
| Nom                  | Code Insee | Intercommunalité             | Population (dernière pop. légale) |
| -------------------- | ---------- | ---------------------------- | --------------------------------- |
| Turriers (chef-lieu) | 04222      | CC du Sisteronais Buëch      | 339 (2014)                        |
| Bayons               | 04023      | CC du Sisteronais Buëch      | 187 (2014)                        |
| Bellaffaire          | 04026      | CC du Sisteronais Buëch      | 150 (2014)                        |
| Faucon-du-Caire      | 04085      | CC du Sisteronais Buëch      | 54 (2014)                         |
| Gigors               | 04093      | CC du Sisteronais Buëch      | 59 (2014)                         |
| Piégut               | 04150      | CC Serre-Ponçon Val d'Avance | 161 (2014)                        |
| Venterol             | 04234      | CC Serre-Ponçon Val d'Avance | 248 (2014)                        |

## Histoire
À la suite du décret du 24 février 2014, le canton a fusionné avec celui de Seyne, fin mars 2015, pour les élections départementales de 2015.

## Administration

### Conseillers généraux de 1833 à 2015
| Période | Période              | Identité                                                 | Étiquette                    | Qualité                                                                                   |
| ------- | -------------------- | -------------------------------------------------------- | ---------------------------- | ----------------------------------------------------------------------------------------- |
| 1833    | 1833 (inéligibilité) | Jean-François Eyssautier (1774-1843)                     |                              | Notaire et juge de paix Propriétaire à Bellaffaire                                        |
| 1833    | 1836                 | Jean Joseph Pustel                                       |                              | Ancien maire de Bayons                                                                    |
| 1836    | 1848                 | Alexandre Machemin (1805-?)                              |                              | Avocat, maire de Sisteron                                                                 |
| 1848    | 1854 (décès)         | Joseph Guillaume Fortuné de Laidet                       | Gauche modérée               | Général de division Représentant du peuple (1827-1846, 1848-1851) Propriétaire à Sisteron |
| 1854    | 1867                 | Joseph Bucelle                                           |                              | Inspecteur de l'Enregistrement retraité                                                   |
| 1867    | 1874                 | Théodore Eyssautier (1801-1880) (fils de J.F.Eyssautier) |                              | Notaire, maire de Turriers                                                                |
| 1874    | 1907                 | Joseph Bucelle                                           | Droite                       | Notaire à Turriers                                                                        |
| 1907    | 1922 (démission)     | Armand Pustel                                            | Républicain                  | Propriétaire à Bayons Nommé juge de paix dans l'Isère                                     |
| 1922    | 1937                 | Pierre Mouraire (1887-1970)                              | RG-Rad.ind.                  | Ancien notaire à Digne Juge au Tribunal d'Aix-en-Provence                                 |
| 1937    | 1940                 | Auguste Taxy (1905-1955)                                 | Rad.                         | Notaire à Digne                                                                           |
|         |                      |                                                          |                              |                                                                                           |
| 1945    | 1951                 | Henri Michel                                             | PCF                          | Agriculteur                                                                               |
| 1951    | 1970                 | Ernest Aguillon (1900-1974)                              | Rad. puis RGR puis Centriste | Directeur de compagnie d'assurances Maire de Piégut                                       |
| 1970    | 1994                 | François Massot                                          | DVG puis MRG puis PS         | Avocat Député (1978-1986 et 1988-1993)                                                    |
| 1994    | 2008                 | Jean Philip                                              | RPR puis UMP                 | Cultivateur Maire de Venterol (1989-2008)                                                 |
| 2008    | 2015                 | Élie Aguillon                                            | DVD (Groupe Indépendant)     | Cultivateur Maire de Turriers (2001-2014)                                                 |

### Conseillers d'arrondissement (de 1833 à 1940)
Le canton de Turriers faisait partie de l'arrondissement de Sisteron jusqu'en 1926.
| Période                                  | Période | Identité         | Étiquette | Qualité |
| ---------------------------------------- | ------- | ---------------- | --------- | --- |
| 1833                                     |         |                  |           | |
|                                          |         |                  |           | |
| 1883                                     |         | François Allègre |           | Propriétaire à Bayons                                                                                       |
|                                          |         |                  |           | |
|                                          | 1940    | Camille Maurel   |           | |
| 1940                                     |         |                  |           | Les conseils d'arrondissement ont été suspendus par la loi du 12 octobre 1940 et n'ont jamais été réactivés |
| Les données manquantes sont à compléter. |         |                  |           | |

## Démographie
| 1962 | 1968 | 1975 | 1982 | 1990 | 1999  | 2006  | 2011  | 2012  |
| ---- | ---- | ---- | ---- | ---- | ----- | ----- | ----- | ----- |
| 939  | 836  | 776  | 799  | 909  | 1 033 | 1 229 | 1 286 | 1 265 |